# Lamberto Cesari
Lamberto Cesari (Bolonya, 23 de setembre de 1910 - Ann Arbor, 12 de març de 1990) també escrit Lamberto Cesàri en algunes fonts, va ser un matemàtic italià emigrat als Estats Units.
Cesari es va doctorar a Pisa l'any 1933 amb una tesi sobre la sèrie de Fourier, dirigida per Leonida Tonelli. El curs següent va anar a perfeccionar-se a la universitat de Múnic sota la direcció de Constantin Carathéodory. Va tornar a Pisa durant un any i posteriorment va anar a treballar a Roma, amb Mauro Picone, a l'Institut Nacional d'Aplicacions de Càlcul. Des de 1938 va ser professor a la universitat de Pisa. A partir de 1942 ho va ser a la universitat de Bolonya. El 1948 va ser convidat com a professor visitant en algunes universitats nord-americanes i, després d'una estada a l'Institut d'Estudis Avançats de Princeton, va ser professor a la universitat de Wisconsin a Madison (1950-1952), a la universitat Purdue a West Lafayette (Indiana) (1952-1960), finalment, a la universitat de Michigan a Ann Arbor, en la qual es va jubilar el 1980.
Cesari va publicar tres tractats importants: Surface area (1956), Asymptotic Behavior and Stability Problems in Ordinary Differential Equations (1959) i Optimization - Theory and Applications: Problems with Ordinary Differential Equations (1983) que és el més complet i actualitzat sobre la recerca en càlcul de variacions unidimensionals i en teoria de control. A més, va publicar uns 250 articles científics, sobre càlcul de variacions, oscil·lacions no lineals, equacions diferencials parcials i anàlisi funcional.